# Rachel Whiteread
Rachel Whiteread (Londres, 20 de abril de 1963) es una artista inglesa que realiza esculturas que tienen forma de molde. Fue la primera mujer en ganar el Premio Turner anual en 1993.

## Biografía
Whiteread nació en 1963 en Londres. Su madre, Patricia Whiteread, quien también fue artista, murió en 2003 cuando tenía 72 años. Su padre, Thomas Whiteread, fue profesor de geografía, administrador académico de la Universidad Politécnica y seguidor del Partido Laborista, murió cuándo Whiteread estudiaba en escuela de arte en 1988. Es la tercera de tres hermanas – las dos mayores siendo gemelas idénticas.
Tomó un taller sobre vaciado con el escultor Richard Wilson y comenzó a darse cuenta de las posibilidades de vaciar objetos. Estudió en la Universidad de Arte de Madrid. De 1985 a 1987 estudió escultura en la Escuela de Arte Slade, University College, Londres, donde recibió clases de Phyllida Barlow. Se graduó con un MA en 1987.

### Trayectoria artística
Trabajó como supervisora en la Galería Serpentine.Durante un tiempo trabajó en el Cementerio Highgate arreglando las tapas de ataúdes deterioradas por el tiempo. Empezó a exhibir en 1987, con su primera exposición individual en 1988.
Comenzó creando moldes de objetos domésticos y creó su primera escultura, Armario (Closet). Hizo un molde de yeso lanzado del interior de un armario de madera y lo cubrió con fieltro negro. Se basó en memorias de niñez de esconderse en un armario oscuro. Tras graduarse alquiló un espacio como estudio, donde creó Shallow Breath (1988), el molde del inferior de una cama, creado poco después de la muerte de su padre. Ambas esculturas fueron exhibidas en su primera exposición individual en 1988 junto con moldes de otras piezas domésticas. Toda la obra fue vendida, lo que le permitió solicitar subvenciones para financiar esculturas de mayor tamaño.

## Obra
Muchas de sus obras son moldes de objetos domésticos ordinarios. Por ejemplo, es conocida por hacer moldes sólidos del espacio abierto en y alrededor de muebles como mesas y sillas, detalles arquitectónicos e incluso edificios y habitaciones enteros. Dice que los moldes llevan "el residuo de años y años de uso."Principalmente se centra en la línea y la forma al realizar sus piezas.

### Ghost
Tras su primera exposición individual, Whiteread decidió realizar un molde del espacio que sus objetos domésticos podrían haber habitado. Solicitó subvenciones, describiendo el proyecto cuando "momificar el aire de una habitación." Completó Ghost en 1990. El molde fue sacado de una habitación de una casa en Archway Road en el norte de Londres, similar a la casa en la que se crio. La carretera fue ensanchada, y la casa echada abajo. Utilizó yeso para sacar el molde de las paredes y techo en secciones y las unió mediante un marco de metal.

### Housey el Turner Prize
En octubre de 1993 Whiteread completó House, el molde de una casa de terraza victoriana. Comenzó el proyecto en 1991. Quizás su obra más conocida, era un molde de hormigón del interior de una casa victoriana casa, exhibido en la ubicación de la casa original – 193 Grove Road– al este de Londres  (todas las casas de la calle habían sido previamente derribadas). Generó respuestas mixtas, por lo que le ganó tanto el Premio Turner al mejor artista británico joven en 1993 y el K Foundation Art Award para al peor artista británico. Fue la primera mujer en ganar el Premio Turner.
Whiteread fue una de los Jóvenes Artistas Británicos que exhibieron en la exposición Sensation la Real Academia en 1997. Entre sus obras de mayor renombre se encuentra Casa, un molde de hormigón del interior de una casa victoriana; el Judenplatz Holocaust Memorial en Viena, asemejandose a las baldas de una biblioteca con las páginas del revés; y Untitled Monument, una escultura de resina para el cuarto zócalo de la Trafalgar Square de Londres.

## Vida personal
Vive y trabaja en una antigua sinagoga en el este de Londres con el escultor Marcus Taylor. Tienen dos hijos.

## Premios y reconocimientos
- 1993 Premio Turner.[14]
- 2006 Fue nombrada Comandante de la Orden del Imperio británico (CBE).[17]
- 2019 Dama Comandante del Orden del Imperio británico (DBE) en los Birthday Honours por sus servicios por el arte.[17]